# Hồ Huệ Trung
Hồ Huệ Trung (chữ Hán: 胡慧中, bính âm: Hú huì zhōng, tên tiếng Anh: Sibelle Hu, sinh ngày 4 tháng 5 năm 1958) là một nữ diễn viên và ca sĩ người Đài Loan, từng đóng rất nhiều phim cho cả hai nền điện ảnh Hồng Kông và Đài Loan trong khoảng thời gian những năm 1980 - 1990.

## Tiểu sử
Hồ Huệ Trung tốt nghiệp khoa Lịch sử của Đại học Quốc gia Đài Loan năm 1981. Vào những năm đầu sự nghiệp, cô thường đóng trong những bộ phim lãng mạn. Nhiều người cho rằng cô sẽ là người tiếp bước Lâm Thanh Hà. Bộ phim đầu tiên, Nụ cười của em (歡顏) là bộ phim Đài Loan có doanh thu cao nhất ở Hồng Kông. Sự nghiệp của Huệ Trung tập trung phần lớn vào các bộ phim tình cảm lãng mạn như I sing I cry (我歌我泣), The Coldest Winter in Peking (皇天后 - được đề cử giải Kim Mã cho nữ diễn viên xuất sắc nhất năm 1981), và A Flower in the Storm (飄零的雨中花). Năm 1985 cô cùng với Thành Long và Hồng Kim Bảo đóng phim Phúc tinh cao chiếu (My Lucky Stars, 福星高照) và tiếp tục tham gia trong loạt phim Ngũ phúc tinh. Từ năm 1986, cô thường vào các vai nữ cảnh sát. Bắt đầu từ năm 1988 cô tham gia loạt phim The Inspector Wears Skirt (Nữ Bá Vương, 霸王花). Cô cũng từng là đả nữ khi tham gia khá nhiều phim hành động võ thuật.
Sự nghiệp của Hồ Huệ Trung bắt đầu chững lại trong những năm 1990, khi cô giã từ sự nghiệp và cưới một doanh nhân. Kể từ đó cô cùng chồng xuất hiện trong các sự kiện xã hội, và năm 2015 họ sinh con gái đầu lòng và cũng là con gái duy nhất.